# 新英格蘭自治領
美洲新英格蘭自治領（英語：Dominion of New England in America；1686年—1689年）是英格蘭殖民地行政聯盟，覆蓋新英格蘭及中大西洋殖民地（賓夕法尼亞殖民地除外）。其政治結構類似西班牙王室管理新西班牙總督轄區的模式，進行中央控制。因為權利嚴重受限和殖民特許狀遭到撤銷，令自治領內殖民者感到憤憤不平。總督埃德蒙·安德羅斯爵士嘗試進行法律和結構上的改變，但多數都遭到復原，而詹姆斯二世的皇位遭到剝奪後，自治領馬上遭到推翻。自治領推行的改變之一是將英格蘭教會引入麻薩諸塞；當地清教領袖一直都堅拒以任何形式為其提供立足之地。
自治領包括非常大的土地，由南面的特拉華河一直到北面佩諾布斯克灣，包括新罕布什爾省、麻薩諸塞灣殖民地、羅德島殖民地及普羅維登斯莊園、康涅狄格殖民地、紐約省及新澤西省，另有一少部分緬因。由於面積太大，難以由一個總督管理。安德羅斯總督不受歡迎，且多數政治派系都視之為威脅。英格蘭光榮革命的消息在1689年傳到波士頓，清教徒便發動1689年波士頓起義對抗安德羅斯，並將他和他的官員拘捕。
紐約的萊斯勒叛亂將自治領副總督法蘭西斯·尼高森免職。這些事件後，各殖民地恢復至原政府的樣貌，但部份並無特許狀管治。最終新的特許狀由新的國王威廉三世和女王瑪麗二世聯合（威廉與瑪麗）頒佈。